# Hinton Ampner
Hinton Ampner is een plaats en civil parish in het bestuurlijke gebied Winchester, in het Engelse graafschap Hampshire met 550 inwoners.